# Lech Szutowski

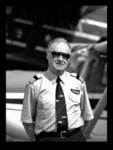
Lech Szutowski

Lech Szutowski (ur. 1 stycznia 1940, zm. 15 grudnia 2009) – polski pilot, instruktor samolotowy i szybowcowy I klasy (Złota Odznaka Szybowcowa z trzema diamentami), publicysta lotniczy.

## Życiorys
Posiadał nalot ponad 7000 godzin oraz 50 lat praktyki lotniczej w lotnictwie wojskowym i Aeroklubach w Poznaniu, Zielonej Górze i Bydgoszczy. Latał na szybowcach oraz samolotach tłokowych i odrzutowych, w tym o zmiennej geometrii skrzydeł. W latach 1984–1990 pełnił funkcję szefa Oddziału Szkolenia Lotniczego, a w latach 1988–1990 zastępcy szefa Zarządu Szkolenia Lotniczego Wojsk Lotniczych. Odznaczony m.in. Złotym Krzyżem Zasługi (1980) i Krzyżem Kawalerskim Orderu Odrodzenia Polski (1990). Egzaminator lotów praktycznych Lotniczej Komisji Egzaminacyjnej. Autor książek szkoleniowych tzw. „błękitnej serii” tj. „Budowa i pilotaż samolotów lekkich. Przewodnik pilota i instruktora”, „Podręcznik pilota samolotowego” (współautorstwo Jerzy Domicz), „Poradnik pilota samolotowego” oraz „Album Szkolenia Lotniczego”.